# Band ohne Namen
La Band ohne Namen (abbreviata in B.O.N. o BON e fino al 1999 nota come Die Allianz) fu un gruppo musicale pop tedesco formatosi nel 1995 e scioltosi nel 2003.

## Storia del gruppo
Il gruppo venne fondato nel 1995 dai musicisti berlinesi Claus Capek e Guy Gros con il nome "Die Allianz" (tedesco, in italiano L'alleanza); i due frontman – avvalendosi della collaborazione nella band di altri artisti – pubblicarono nel 1999 con la casa discografica X-cell il loro primo singolo dal titolo Knockin'. In seguito al raggiungimento di una discreta notorietà ottenuto con la pubblicazione del secondo singolo Boys, la società assicurativa Allianz citò in giudizio il gruppo, che dovette conseguentemente abbandonare il nome. Il canale televisivo VIVA prese quindi a trasmettere i video musicali prodotti dalla band definendola "Band ohne Namen" (tedesco, in italiano Gruppo musicale senza nome), denominazione che venne assunta ufficialmente dal gruppo.
Il successo di Boys, che raggiunse la Top 20 delle classifiche di vendita in Germania, Italia e Regno Unito, portò alla pubblicazione del primo album dal titolo  No.1, avvenuta nel 2000 con la casa discografia Epic. Lo stesso anno vennero estratti altri tre singoli dallo stesso album, incluso Take my Heart che raggiunse la Top 20 in Austria e Svizzera e la Top 10 in Germania, dove ottenne anche il riconoscimento del disco d'oro. Sempre nel 2000 venne pubblicato l'album B.O.N. in the USA, contenente principalmente remix. Il successo del gruppo fu accostato allo stile musicale pop, che produceva ballate con testi in tedesco abbinati a ritornelli in inglese.
Il gruppo pubblicò nel 2002 il terzo album See my Life dal quale vennero estratti quattro singoli; tra questi Girl 4 a Day – prodotto in collaborazione con l'artista Milka Loff Fernandes – raggiunse la Top 20 in Germania, come peraltro fece l'album stesso. Nel 2003 la band si sciolse ed i frontman intrapresero carriere separate: il cantante Guy Gros abbandonò quella musicale e divenne docente presso l'Università europea Viadrina, mentre il chitarrista Claus Capek avviò l'attività di produttore discografico per poi fondare assieme al rapper Sera Finale il duo Keule.

## Formazione
Il gruppo era composto da:
- Claus Capek – frontman, chitarra
- Guy Gross – frontman, voce
- Sebastian Bertram – tastiera elettronica
- Frank Jauernick – chitarra
- Jan Pfennig – batteria
- Torsten Punkt – tastiera elettronica

## Discografia

### Album in studio
- 2000 – No.1
- 2000 – B.O.N. in the USA
- 2002 – See my Life

### Singoli
- 1999 – Knockin'
- 1999 – Boys
- 2000 – Sex Control
- 2000 – Take My Heart
- 2000 – Nobody
- 2001 – Slipping into You
- 2002 – Missing You
- 2002 – Girl 4 a Day (con Milka)
- 2002 – Free as a Bird